# Robert Fico
Robert Fico [ˈfitsɔ] (Topoľčany, 15. rujna 1964.) je slovački političar i pravnik. Obnaša dužnost predsjednika Vlade Slovačke od 2023. te je prethodno bio na tom položaju od 2012. do 2018.

## Školovanje
Fico je diplomirao pravo na Comeniusovom sveučilištu u Bratislavi. 

## Politička karijera
Bio je od 1987. član Komunističke stranke Čehoslovačke.
Na njega je izvršen atentat vatrenim oružjem u gradu Handlová 15. svibnja 2024. nakon čega je teško ranjen. Atentator je slovački književnik Juraj Cintula (71), koji podržava oporbu.

## Osobni život
Oženjen sa Svetlanom i otac jednog sina Michala. 